# محكمة المدققين الأوروبية
محكمة المدققين الأوروبية (بالإنجليزية: European Court of Auditors) هي المؤسسة الخامسة في الاتحاد الأوروبي تم الاتفاق على تأسيسها في العام 1975 وتأسست بشكل رسمي في عام 1977 في لوكسمبورغ. وهي تمتلك صلاحيات تدقيق البيانات المالية للاتحاد الأوروبي.

## تاريخ المحكمة
تأسست محكمة المدققين الأوروبية بموجب اتفاقية موزنات الجماعات الأوروبية لعام 1975 وتم تأسيسها رسمياً في 18 تشرين الأول / أكتوبر 1977، بينما عقد أول جلسة لها بعد أسبوع واحد من تأسيسها. وقتها لم تكن المحكمة مؤسسة رسمية وإنما كانت هيئة خارجية للإشراف على البيانات المالية للجماعات الأوروبية. حيث كانت بديلاً لجهتي تدقيق مستقلتين، تعنى الأولى بالتدقيق على البيانات المالية لكل من السوق الأوروبية المشتركة والجماعة الأوروبية للطاقة الذرية والأخرى مختصة بالتعامل مع الجماعة الأوروبية للفحم والصلب.
لم تحصل المحكمة على تعريف قانوني لوضعها حتى معاهدة ماستريخت حيث تم اعتمادها كمؤسسة خامسة. بتحولها إلى مؤسسة، حصلت المحكمة على صلاحيات إضافية مثل إمكانية رفع الدعاوى أمام محكمة العدل الأوروبية. على كل حال تنحصر صلاحياتها بالتدقيق فقط على الركائز الثلاث ‏ للاتحاد الأوروبي، ولكن ضمن معاهدة أمستردام حصلت على الصلاحية المطلقة بتدقيق البيانات المالية للاتحاد الأوروبي بالكامل.